# Viili
Viili (viilia) er et finsk surmælksprodukt, der er produceret med mælkesyrebakterier Lactococcus lactis.